# Clement Arrindell
Clement Arrindell, né le 19 avril 1931 à Basseterre et mort le 27 mars 2011) est un juriste christophien. Il est gouverneur de Saint-Christophe-et-Niévès, de 1981 à 1983, puis le premier gouverneur général de 1983 à 1995.

## Biographie
Clement Arrindell reçoit une formation d'avocat à Lincoln's Inn puis exerce comme magistrat à Saint-Christophe-et-Niévès et aux Îles Vierges britanniques à partir de 1964, avant de devenir un juge de la Cour suprême de la Caraïbe orientale (West Indies Associated States Supreme Court) en 1978. Trois ans plus tard, il devient gouverneur, le dernier en titre, de Saint-Christophe-et-Niévès, alors territoire britannique. En 1983, il est fait « chevalier » (knight) par Élisabeth II et porte donc, depuis, le titre de Sir. 
Le 19 septembre de la même année, Saint-Christophe-et-Niévès obtient son indépendance et Clement Arrindell en devient le premier gouverneur général. Il occupe cette fonction jusqu'à sa retraite, à la toute fin de 1995, peu avant d'atteindre l'âge de 65 ans révolus.
Il meurt le 27 mars 2011, à l'âge de 79 ans.

## Distinctions[2]
- Ordre de Saint-Michel et Saint-George
- Ordre royal de Victoria
- Conseil de la Reine